# Músculo extensor cubital del carpo
El músculo extensor ulnar del carpo, extensor cubital del carpo o cubital posterior (lat. Extensor carpi ulnaris) es un músculo que se encuentra en la región posterior del antebrazo; es largo y fusiforme (en forma de huso).
Lo inerva la rama posterior del nervio radial (C6-8). Lo irriga la arteria radial posterior.

## Origen e inserción
La cabeza común del músculo se origina en el epicóndilo lateral del húmero,mientras que la cabeza cubital lo hace en  cara y borde posterior del cubito y aponeurosis bicipital; se inserta distalmente, por medio de un largo tendón en la parte interna del extremo superior del quinto metacarpiano.

## Función
Como su propio nombre indica realiza una extensión y desviación cubital de la muñeca.